# جیمز باتلر، دومین دوک اورموند
جیمز باتلر، دومین دوک اورموند (انگلیسی: James Butler, 2nd Duke of Ormonde; ۲۹ آوریل ۱۶۶۵ – ۱۶ سپتامبر ۱۷۴۵) نظامی و سیاست‌مدار اهل جمهوری ایرلند بود. وی همچنین برندهٔ جوایزی همچون نشان بند جوراب شده‌است.